# 费昂蒙塔涅
费昂蒙塔涅（法語：Fay-en-Montagne，法語發音：[fɛ ɑ̃ mɔ̃taɲ]，意为“山上的费”）是法国汝拉省的一个市镇，位于该省中部，属于隆斯勒索涅区。

## 地理
费昂蒙塔涅（46°45'7"N, 5°43'31"E）面积6.26 平方千米，位于法国勃艮第-弗朗什-孔泰大區汝拉省，该省份为法国东部内陆省份，北起上索恩省，西北接科多尔省，西临索恩-卢瓦尔省，南至安省，东与杜省和瑞士接壤。
与费昂蒙塔涅接壤的市镇（或旧市镇、城区）包括：勒菲耶、博讷方丹、塞耶河畔拉杜瓦、拉马尔、皮卡罗。

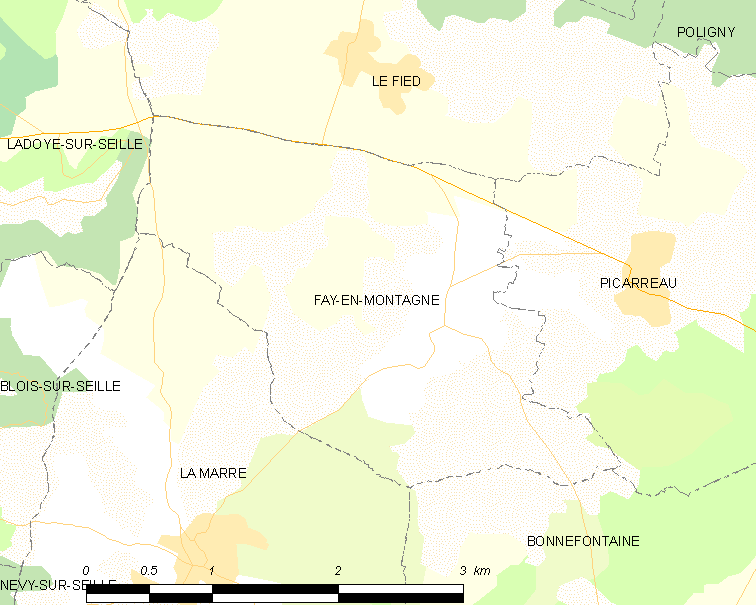
费昂蒙塔涅的OSM定位图

费昂蒙塔涅的时区为UTC+01:00、UTC+02:00（夏令时）。

## 行政
费昂蒙塔涅的邮政编码为39800，INSEE市镇编码为39222。

## 政治
费昂蒙塔涅所属的省级选区为波利尼县。

## 人口

1962-2008年间费昂蒙塔涅人口变化图示

费昂蒙塔涅于2022年1月1日时的人口数量为87人。